# 교행
교행(交行, train meet)은 철도 용어로 단선 구간에서 마주보고 운행하는 두 열차를 역이나 신호장에서 서로 비켜가게 하는 것을 뜻한다. 동일 방향의 열차끼리 비켜가게 하는 대피와는 구별된다.

## 교행의 의의
단선 철도의 특성상 마주오는 열차는 언젠가는 맞닥뜨릴 수 밖에 없고 서로 비켜가지 못하면 충돌하게 된다. 이를 막기 위해 선로를 여럿 가진 정거장에 한쪽 열차를 세운 다음 반대 방향의 열차를 통과시키고 세웠던 열차를 다시 출발시키는데, 이것이 교행이다.
운전정리(zh) 시에는 예정된 정거장이 아닌 다른 곳으로 교행역을 변경하기도 한다.
복선 구간에서도 시종착 열차의 반복 운행을 위해 반대방향의 선로로 도착시키는 경우나 사고나 장애로 일시 단선 운행을 하는 경우 등에 교행이 필요해진다.

## 교행의 조건
- 신호장, 또는 본선 외의 부본선, 측선 등을 갖춘 역.
- 폐색 신호의 관계

## 교행의 원칙
- 먼저 도착한 열차가 늦게 오는 열차를 기다린다.
- 경사가 있는 곳에서는 내려가는 열차가 올라가는 열차를 기다린다.

이 두 가지 원칙에 따르다보면 상위 등급의 열차가 하위 등급의 열차를 기다리는 상황이 발생하기도 한다.

## 같이 보기
- 대피선